# Gigi Borruso
Gigi Borruso (Palermo, 22 novembre 1962) è un attore, regista e drammaturgo italiano.

## Biografia
Nasce a Palermo nel 1962 dove attualmente vive e lavora. A partire dagli anni ottanta, si forma alla scuola teatrale Teatés sotto la guida del suo fondatore, Michele Perriera, divenendo uno dei maggiori interpreti del suo teatro. 
Sin dagli anni ottanta collabora con la Rai, come attore, doppiatore e programmista-regista, prendendo parte a numerosi radiodrammi e realizzando programmi come Archeora (1991), e la serie Coriandoli (1992). Per oltre dieci anni è stato doppiatore e voce fuori campo del programma Mediterraneo su Rai 3.
L'incontro con il teatro di Roberto Guicciardini, nel 1995, segna l'inizio della collaborazione con il Teatro Biondo Stabile di Palermo, dapprima come protagonista nei suoi spettacoli più noti e, successivamente, come regista di alcune sue opere.
Nella serie di cartoni animati interattivi tratti da racconti di Andrea Camilleri (pubblicati da Sellerio tra il 1996 e il 1997) dà la voce al Commissario Montalbano: Il cane di terracotta, Il ladro di merendine, La voce del violino. 
Dopo gli anni di formazione nel teatro di Michele Perriera, è alla fine degli anni novanta che si cimenta come autore teatrale e fonda prima la Compagnia dell’Elica e poi nel 2005 la Scuola di Teatro di Gibellina, che dirigerà per due anni. Nel corso di questi anni inizia a lavorare tra Parigi, Palermo e il resto d'Italia. Dal 2013 collabora con il Teatro Massimo di Palermo, scrivendo alcuni libretti e curando la regia delle opere La carovana volante e Le nuvole di carta. Nel suo teatro vi è una particolare attenzione alla realtà siciliana, i suoi lavori prendendo spunto dall'attualità indagano la realtà politica e sociale della nostra società, con un linguaggio ironico e con elementi del fantastico che ci restituiscono una dimensione paradossale e onirica dell’esistenza.
Nel 2017 pubblica il suo primo romanzo Il suono della notte.
Dal novembre del 2018 è direttore di DanisinniLab, laboratorio teatrale di comunità. Il laboratorio, ideato dal Museo Sociale Danisinni, è stato promosso al suo avvio dal Teatro Biondo.
Nel giugno 2019 lo spettacolo F174 - Nel mare di nessuno torna in scena al Teatro Garibaldi di Palermo in occasione degli eventi per la Giornata mondiale dei profughi, promossa dall'Alto commissariato delle Nazioni Unite per i rifugiati. Il 23 maggio del 2019, ricorrenza della strage di Capaci, recita nell'opera-inchiesta I traditori sui misteri e i depistaggi collegati agli attentati stragisti di matrice mafiosa in cui persero la vita i giudici palermitani Giovanni Falcone e Paolo Borsellino, scritta da Gery Palazzotto e Salvo Palazzolo, prodotta dal Teatro Massimo di Palermo.

## Filmografia

### Attore

#### Cinema
- Diario senza date, regia di Roberto Andò (1995)
- Il regista di matrimoni, regia di Marco Bellocchio (2006)
- La matassa, regia di Giambattista Avellino, Salvatore Ficarra e Valentino Picone (2009)
- Ore diciotto in punto, regia di Giuseppe Gigliorosso (2014)

#### Televisione
- Agrodolce - serie TV (2008-2009)
- Il segreto dell'acqua, regia di - serie TV (2011)
- Il giovane Montalbano, regia di Gianluca Maria Tavarelli - serie TV, 1 episodio (2015)
- Il cacciatore, regia di Stefano Lodovichi e Davide Marengo - serie TV (2018)
- I fratelli Corsaro, regia di Francesco Miccichè - serie TV, episodio 1x03 (2024)

## Teatro

### Attore
- Il bicchiere della staffa e Victoria Station, due short play di Harold Pinter, regia di Gigi Borruso (2019)
- Note dall'Inferno – L'inferno di Dante in Jazz (2019)
- I traditori, regia di Alberto Cavallotti, scritta da Gery Palazzotto e Salvo Palazzolo (2019)
- Tamerlano, regia di Luigi Lo Cascio (2018)
- La Saracina - Un’opera non musicata di Richard Wagner(2016)
- Pugnale d’ordinanza di Michele Perriera (2004)
- Dietro la rosata foschia, di Michele Perriera (2001)
- Perelà, regia di Roberto Guicciardini (1999)
- La figlia dell'aria di Pedro Calderón de la Barca, di Roberto Guicciardini (1996)
- Candido di Voltaire, regia di Roberto Guicciardini (1996)
- I rinoceronti di Eugène Ionesco, regia di Roberto Guicciardini (1995)
- Morte per vanto di Michele Perriera (1994)
- Ogni giorno può essere buono, di Michele Perriera (1993)
- Finale di partita di Samuel Beckett (1991)
- Variazioni su 'I cenci' di Artaud, di Michele Perriera (1990)
- Sogno ma forse no di Luigi Pirandello (1990)
- Anticamera di Michele Perriera (1989)
- Il bicchiere della staffa Harold Pinter (1989)
- La stanza di Harold Pinter (1988)
- Come lei mi vuole, testi di Frabotta, Falasca, Pes (1987)
- La macchina del mito, testi di Malerba, Giuliano Scabia, Testa, Porta (1986)
- La cantatrice calva di Ionesco (1985)
- Il Malato immaginario di Molière (1984)
- I Pavoni di Michele Perriera (1984)
- Occupati di Amelia, di Feydeau (1983)

### Autore e regista teatrale
- Antigone casa per casa (2018-2019)
- F174 - Nel mare di Nessuno (2018)
- Agata e l'ombra (2016)
- La saracina (2016)
- Le nuvole di carta (2014)
- La carovana volante (2013)
- Un errore umano (2011-2014)
- Fuori campo (2009)
- La nave dei miracoli (2009)
- Ciàula, Batà e la luna (2009)
- Senza nome fra mare e terra (2008)
- Luigi che sempre ti penza (2007)
- Portella della Ginestra (2005)
- E’ una stella o un buco? (2004)
- Destini
- Catastrofe
- Babelturm (2000-2001)
- Aeropolis (1998)

## Opere letterarie
- Il suono della notte, Pietro Vittorietti, 2017.
- Luigi che sempre ti penza, Navarra Editore, 2011.

## Riconoscimenti
- Nel 2006, Luigi che sempre ti penza segnalato al Premio Dante Cappelletti
- Nel 2008, è finalista al Premio Ugo Betti per la drammaturgia,
- Nel 2009, con la pièce Fuori campo, vince il Premio Tuttoteatro alle Arti Sceniche
- Nel 2013 riceve la menzione speciale al Premio Museo Fratelli Cervi
- Nel 2015, con Un errore umano, vince il Premio Fersen alla drammaturgia